# Myiothlypis leucophrys
El chiví de rayas blancas o reinita cejiblanca (Myiothlypis leucophrys) es una especie de ave paseriforme de la familia Parulidae endémica de Brasil.

## Distribución y hábitat
Se encuentra en las selvas húmedas de regiones bajas de la mitad sur del interior de Brasil.